# Haplochromis annectidens
Haplochromis annectidens é uma espécie de peixe da família Cichlidae.
É endémica do Uganda.